# Wikipédia en n'ko
Wikipédia en bambara (en n’ko : ߥߞߌߔߘߋߞߎ ߒߞߏ [Wkipdeku n'ko]) est l’édition de Wikipédia en n'ko, forme koinè unifiée standardisée de plusieurs langues mandingues écrites dans l'écriture n'ko. L'édition est lancée le 26 septembre 2019,,,. Son code est : nqo.
Au 20 mars 2025, l'édition en n’ko contient 1 539 articles et compte 4 922 contributeurs, dont 17 contributeurs actifs et 2 administrateurs.

## Présentation

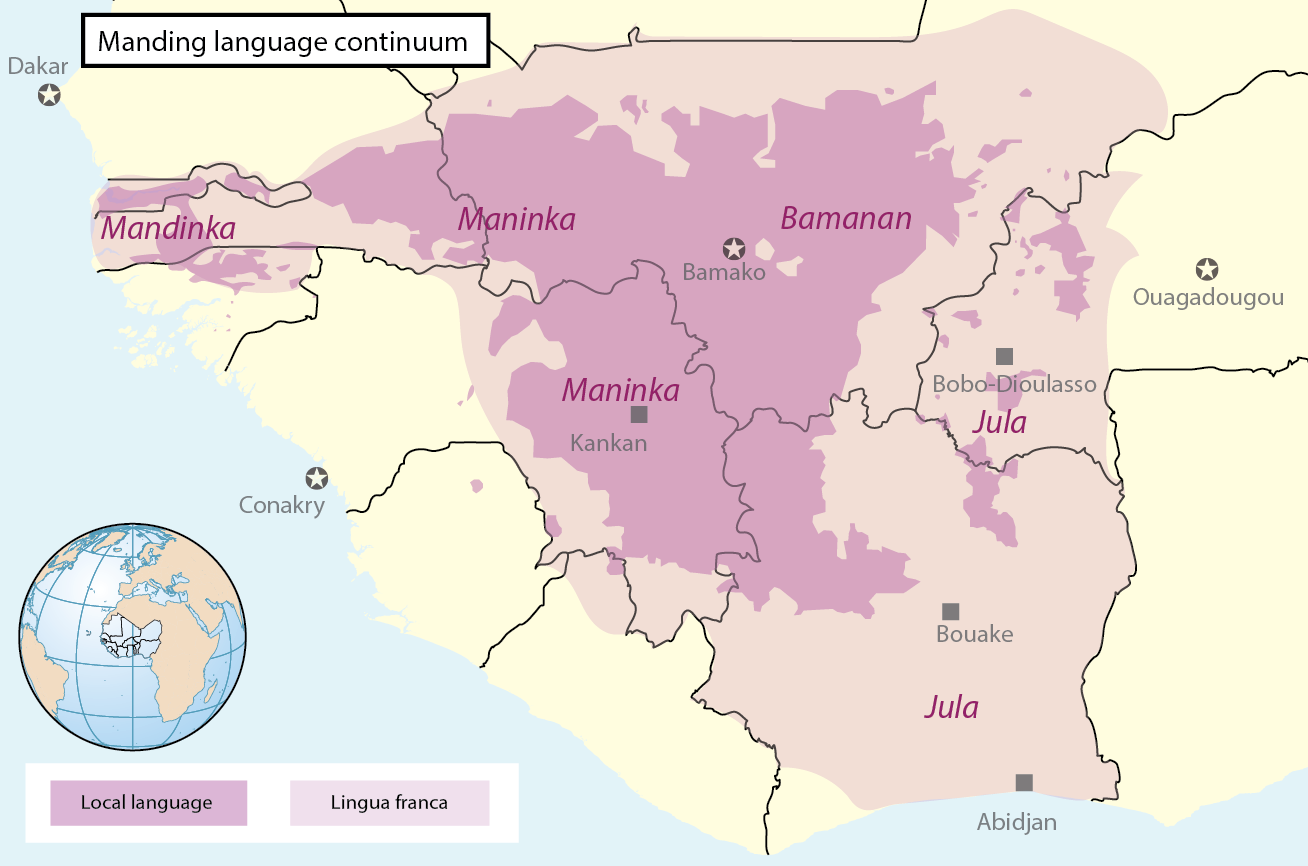
Répartition géographique des langues mandingues.

## Statistiques
- Le 19 octobre 2024, l'édition en n’ko contient 1 522 articles et compte 4 579 contributeurs, dont 11 contributeurs actifs et 2 administrateurs.